# Gouvernement du 8e Dáil
 (novembre 2020).
Gouvernement du 7e Dáil Gouvernement du 9e Dáil
Le gouvernement du 8e Dáil ou du 7e Conseil exécutif (8 février 1933 - 21 juillet 1937) est formé après les élections générales de 1933 tenues le 24 janvier. Il est dirigé par le leader du Fianna Fáil, Éamon de Valera, en tant que président du Conseil exécutif, qui a pris ses fonctions pour la première fois dans l'État libre d'Irlande après les élections générales de 1932. De Valera a auparavant été président du Dáil Éireann, ou président de la République, d'avril 1919 à janvier 1922 pendant la période révolutionnaire de la République irlandaise. Le 7e Conseil exécutif dure 1 443 jours.

## 7eConseil exécutif

### Nomination du président du Conseil exécutif
Les membres du 8e Dáil se rencontrent pour la première fois le 8 février. Dans le débat sur la nomination du président du Conseil exécutif, le leader du Fianna Fáil et président sortant Éamon de Valera est proposé et la motion est approuvée par 82 voix contre 54. Il est ensuite nommé président par le gouverneur général Domhnall Ua Buachalla.
| 8 February 1933 Nomination de Éamon de Valera (FF) comme President of the Executive Council Motion proposée par Seán Moylan et approuvée par Micheál Clery Majorité absolue : 77/153 |                                                                                           |          |
| Vote | Parties                                                                                   | Votes    |
| Oui | Fianna Fáil (74), Labour Party (8)                                                        | 82 / 153 |
| Non | Cumann na nGaedheal (45), Independents (9)                                                | 54 / 153 |
| Absent ou abstention | National Centre Party (11), Cumann na nGaedheal (3), Fianna Fáil (2), Ceann Comhairle (1) | 17 / 153 |

### Membres du Conseil exécutif
Les membres du Conseil exécutif sont proposés par le Président et approuvés par le Dáil. Ils sont ensuite nommés par le gouverneur général.
| Poste                                                        | Nom | Nom             | Dates     |
| ------------------------------------------------------------ | --- | --------------- | --------- |
| Président du Conseil exécutif                                |     | Éamon de Valera | 1933–1937 |
| Ministre des Affaires extérieures                            |     | Éamon de Valera | 1933–1937 |
| Vice-président du Conseil exécutif                           |     | Seán T. O'Kelly | 1933–1937 |
| Ministre de l'Administration locale et de la Santé publique  |     | Seán T. O'Kelly | 1933–1937 |
| Ministre de la Justice                                       |     | P. J. Ruttledge | 1933–1937 |
| Ministre de l'Industrie et du Commerce                       |     | Seán Lemass     | 1933–1937 |
| Ministre des Finances                                        |     | Seán MacEntee   | 1933–1937 |
| Ministre de l'Agriculture                                    |     | James Ryan      | 1933–1937 |
| Ministre de la Défense                                       |     | Frank Aiken     | 1933–1937 |
| Ministre de l'Éducation                                      |     | Thomas Derrig   | 1933–1937 |
| Ministre des Terres et des Pêches                            |     | Joseph Connolly | 1933–1936 |
| Ministre des Postes et Télégraphes                           |     | Gerald Boland   | 1933–1936 |
| Re-assignment of department on abolition of Seanad Éireann,. |     |                 |           |
| Poste                                                        | Nom | Nom             | Dates     |
| Ministre des Terres et des Pêches                            |     | Frank Aiken     | 1936      |
| Appointment of Ministers,.                                   |     |                 |           |
| Poste                                                        | Nom | Nom             | Dates     |
| Ministre des Terres et des Pêches                            |     | Gerald Boland   | 1936–1937 |
| Ministre des Postes et Télégraphes                           |     | Oscar Traynor   | 1936–1937 |

### Procureur général
Conor Maguire est nommé par le gouverneur général procureur général sur proposition du Conseil exécutif.

### Secrétaires parlementaires
Les secrétaires parlementaires sont nommés par le Conseil exécutif.
| Nom                                                            | Nom            | Poste                                                                                    | Dates              |
| -------------------------------------------------------------- | -------------- | ---------------------------------------------------------------------------------------- | ------------------ |
|                                                                | Patrick Little | Whip en chef du gouvernement                                                             | 1936–1937          |
| Secrétaire parlementaire au Ministère des Affaires extérieures | Patrick Little | 1936–1937                                                                                |                    |
|                                                                | Hugo Flinn     | Secrétaire parlementaire au Ministère des Finances                                       | 1936–1937          |
|                                                                | Conn Ward      | Secrétaire parlementaire au Ministère de l'Administration locale et de la Santé publique | 1936–1937          |
|                                                                | Seán O'Grady   | Secrétaire parlementaire au Ministère des Terres et des Pêches                           | 1936–1937          |
|                                                                | Oscar Traynor  | Secrétaire parlementaire au Ministère de la Défense                                      | Juin–novembre 1936 |
|                                                                | Seán O'Grady   | Secrétaire parlementaire au Ministère de la Défense                                      | 1936–1937          |